# Baruch Samuel Blumberg
Baruch Samuel Blumberg (New York, 1925. július 28. – Mountain View, Kalifornia, 2011. április 5.) amerikai orvos, biokémikus. 1976-ban Daniel Gajdusekkel megosztva elnyerte az orvostudományi Nobel-díjat a Hepatitis B vírusának felfedezéséért és a fertőzést megakadályozó vakcina kifejlesztéséért.

## Tanulmányai
Baruch S. Blumberg 1925. július 28-án született Brooklynban. Zsidó vallású nagyszülei még a 19. század végén vándoroltak ki az Egyesült Államokba. Apja Meyer Blumberg jogász, anyja Ida Simonoff volt. Az általános iskolát az ortodox zsidó hitközség iskolájában végezte el, ahol héberül tanult és eredetiben olvasták a Talmudot. Ezután a Far Rockaway High Schoolba járt, de miután 1943-ban belépett a haditengerészethez, a középiskolát már katonai iskolában fejezte be. A második világháborúban partraszálló hajók fedélzeti tisztjeként harcolt és egészen a parancsnokságig vitte, mikor 1946-ban leszerelt. Érdeklődése a tenger iránt továbbra is megmaradt, később szolgált kereskedelmi hajókon és hajóorvosként is, medikusként vitorlásokon is matrózkodott.
Miután 1946-ban egy darabig fizikát tanult a New York-i Union College-ben, még ugyanebben az évben beiratkozott a Columbia Egyetem matematika szakára. Apja tanácsára a következő évben átiratkozott az orvosi szakra. Harmadévesen elkísérte parazitológiaprofesszorát egy kis suriname-i bányavárosba, ahol az alapvető orvosi teendők ellátása mellett sokat tanult a trópusi betegségekről, fertőzésekről, valamint a világ minden tájáról származó bányászok betegségrezisztenciájáról. Megfigyelte, hogy a helyi kreol munkások gyakran megbetegednek elefantiázisban, míg a jávai bevándorlók szinte soha. Itteni tapasztalatai alapján írta első tudományos cikkét. 

## Munkahelyei
1951 és 1953 között a New York-i Bellevue Hospital rezidenseként dolgozott. A kórházban igen magas volt a szakmai színvonal, az igazgató Dickinson W. Richards és kollégája, André F. Cournand 1956-ban kardiológiai munkájáért Nobel-díjban részesült.
Blumberg a következő két évet a Columbia Presbyterian Medical Center munkatársaként töltötte, 1955-1957 között pedig Oxfordban tanult biokémiát a szintén Nobel-díjas Hans Krebstől. Itt szerezte meg PhD fokozatát is, disszertációjának témája a hialuronsav volt.
1957-ben Afrikába, Nigériába utazott, ahol a helyi törzsektől és háziállataikból vett vér- és tejmintákban a szérumproteinek polimorfizmusát tanulmányozta. 

## A Hepatitis B vírusának felfedezése

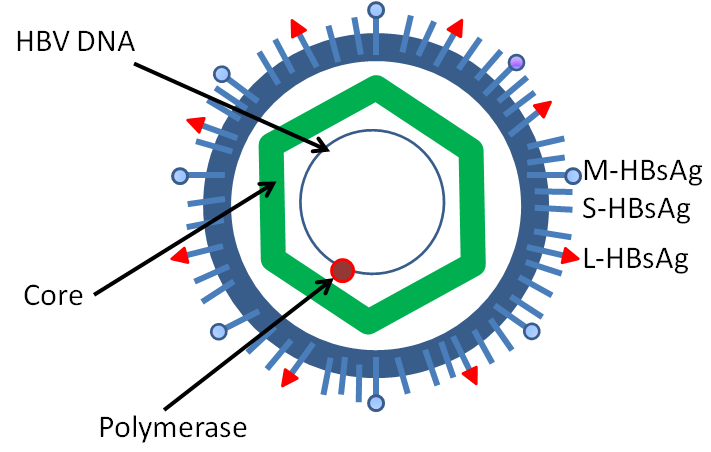
A Hepatitis B-vírus

Ezután visszatért az Egyesült Államokba és egészen 1964-ig a National Institutes of Healthnél dolgozott. Fő kutatási témája a fehérjepolimorfizmus és a parazitákkal szembeni rezisztencia kapcsolata maradt. 1964-ben májbetegek vérmintáit tanulmányozva bukkant rá egy ausztrál őslakos vérében arra az antigénre, amely, mint később kiderült egy májbetegséget (a hepatitis B-t) okozó vírus felszíni fehérjéje volt. Blumberg kifejlesztett egy vírusdetektáló tesztet, hogy a vérátömlesztések előtt szűrhető legyen a donor vérmintája; 1969-ben pedig Irving Millmannal közösen egy vakcinát is. A tudományos közvélemény és a gyógyszergyártó cégek eleinte szkeptikusak voltak és csak lassan reagáltak. A vakcinát csak 1982-ben kezdte el gyártani a Merck & Co., de miután elterjedtté vált, Kínában a vírussal fertőzött gyerekek aránya 15%-ról 1% alá csökkent, az Egyesült Államokban pedig gyakorlatilag teljesen megszűnt a vérátömlesztéssel átadott hepatitisz. Baruch S. Blumberg 1976-ban orvostudományi Nobel-díjat kapott (Daniel Gajdusekkel közösen, aki a kuru kórokát tárta fel).

## Későbbi pályája
Blumberg 1964-től a Institute for Cancer Research-ben dolgozott. 1977-ben a Philadelphiai Egyetem orvos és antropológiaprofesszora lett. 1989 és 1994 között (első amerikaiként) ő vezette az Oxfordi Egyetem Balliol College-ét. 1994-ben megválasztották a Amerikai Művészeti és Tudományos Akadémia elnökévé. 1999-től 2002-ig igazgatója volt a NASA Asztrobiológiai Intézetének. 2004 novemberétől egészen haláláig ő volt a United Therapeutics Corporation tudományos tanácsadói testületének elnöke. 2005-től Blumberg volt az elnöke az Amerikai Filozófiai Társaságnak.

## Családja és személyisége
Baruch S. Blumberg 1954-ben vette feleségül Jean Liebesmannt. Négy gyermekük született: Anne, George, Jane és Noah. Tudományos tevékenységén kívül lelkesen sportolt, középtávfutó volt, squasht játszott, sokat evezett és túrázott. Marylandi farmján teheneket tenyésztett.
Baruch Samuel Blumberg 2011. április 5-én, 85 évesen hunyt el, nem sokkal azután hogy előadást tartott a NASA Ames Research Centerében, Kaliforniában. 